# الدير الأحمر
دير الأنبا بيجول والأنبا بيشاي (الدير الأحمر)، يقع غرب سوهاج بحوالي 12 كم، ويبعد عن دير الأنبا شنودة الشهير بالدير الأبيض، بحوالي 3 كم تقريبًا، وبدأت الحياة الرهبانية بالدير في القرن الرابع الميلادي.

## تاريخ الدير الأحمر والرهبنة وقديسى الدير

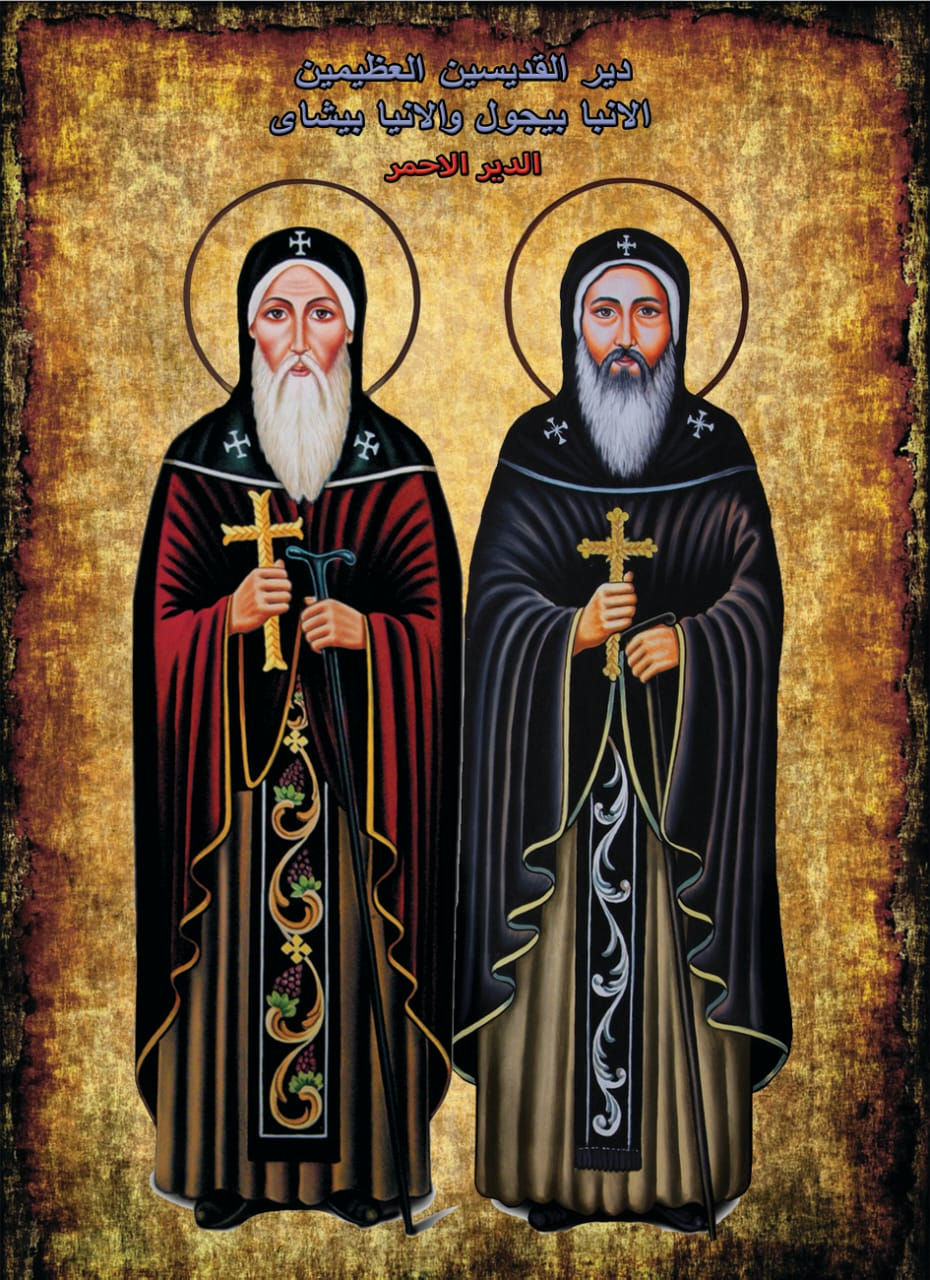
أيقونة الأنبا بيجول والأنبا بيشاي.

أول من عَمّره هذه الصحراء بالرهبان الأنبا بيجول خال الأنبا شنودة وذلك في بداية القرن الرابع الميلادى. وقد كان ناسكا ذائع الصيت في ورعه بجبل أدريبة بغرب سوهاج، وبحق الأنبا بيجول هو من مؤسسي الرهبنة الجماعية المسيحية في صعيد مصر الواقعة بالقرب من مدينة سوهاج المعاصرة. وكانت جماعة الأنبا بيجول عبارة عن تحالف من ثلاثة تجمعات دينية وهم: ديران للرهبان ودير للراهبات. وانضم إلى المجموعة الرهبانية وقتئذ الأنبا بشاى. الذى ولد في قرية أبصونة بأخميم.
سُمى بيجول، بيجول اسم قبطي معناه شهد العسل، أو الموج، أو الوشاح.
سُمى بطرس، سُمى الأنبا بيشاى المللقب بطرس وذلك لاحتماله الآلام كالصخرة، وله إيمان قوى شديد، وجسمه وبدنه قوى.
حياتهم الرهبانية، عاش مع القديس الأنبا بيجول في صداقة جيدة ومشتركان معاً في النسكيات والعبادة بلا ملل. يسهران الليل معا يقاومان تجارب العدو.
كتب مقالات نافعة للرهبان الذين في العالم، انضم إلى الأنبا بيجول والأنبا بيشاى القديس الأنبا شنودة وهو ابن تسع سنوات. فألبسه خاله إسكيم الرهبنة وهو بعد صبى بناء على إعلان ملائكى.
تنيح الأنبا بيجول في 29 أمشير 375م.

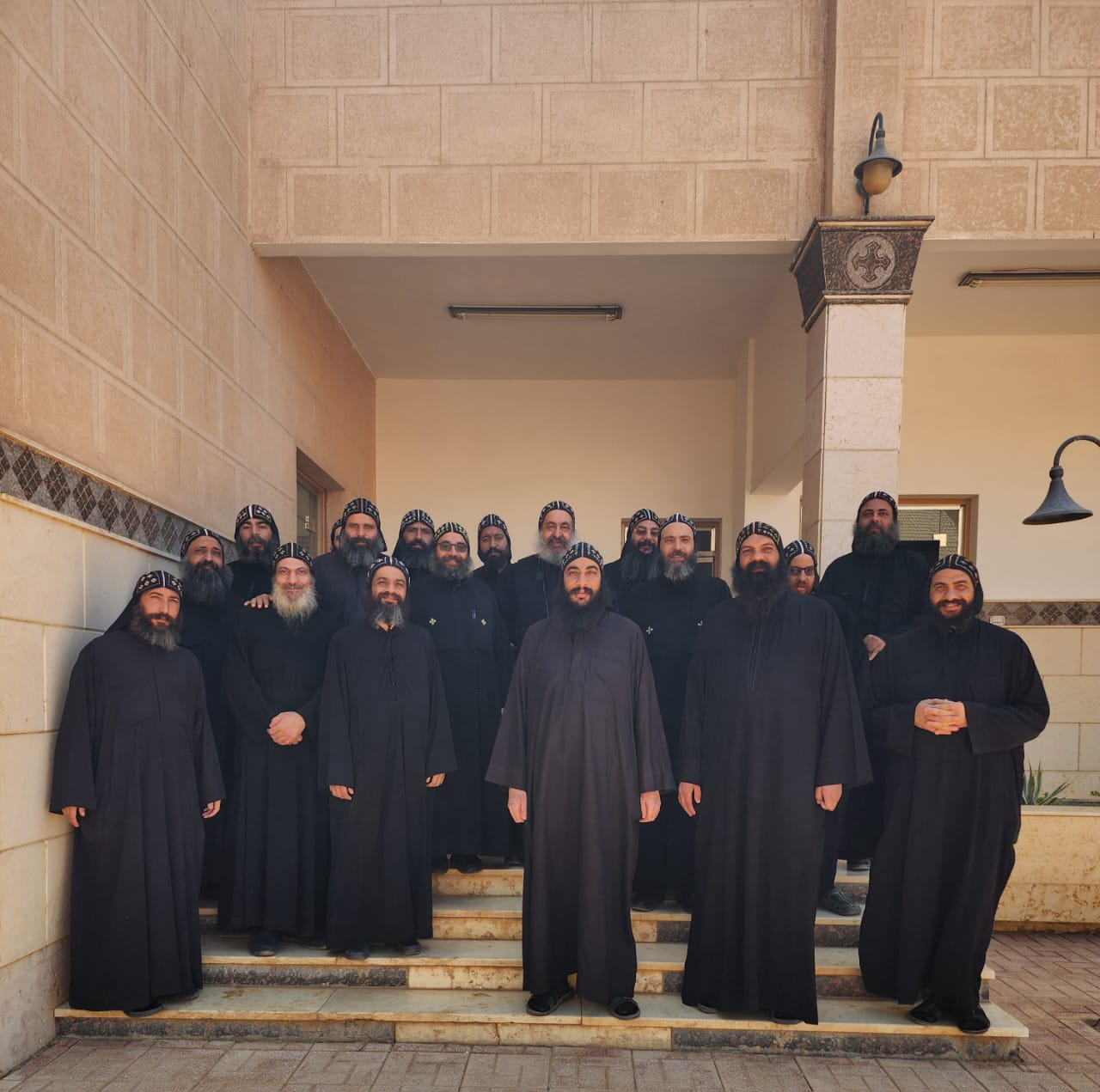
القمص أنطونيوس الشنودي أمين الدير الأحمر ومجمع الأباء.

تنيح الأنبا بيشاى في 5 أمشير 387م، فكفنه الأنبا شنودة وكتب أنبا شنودة سيرته ونسكياته.
وظل الأنبا شنودة مع خاله الانبا بيجول في الدير الأحمر حتى سنة 375م حيث تنيح خالة الأنبا بيجول وخَلَفَهُ الأنبا شنودة في رئاسة الدير وازداد عدد رهبان الأنبا شنودة حتى وصل إلى خمسة آلاف راهب.
وهكذا أزدحمت برية سوهاج الغربية في القرن الرابع الميلادى برهبان القديس الأنبا شنودة وخاله الانبا بيجول وذلك في المنطقة ما بين الدير الاحمر والأبيض. وبدأ عدد الرهبان يقل في المنطقة حتى القرن الخامس عشر حيث كانت البرية خالية من الرهبان.
وفى عام 1995م جاء نيافة الأنبا يوأنس سكرتير قداسة البابا شنودة الثالث للأشراف على الدير الأحمر والأبيض.
فى 21 أكتوبر 2007، زار مثلث الرحمات البابا شنودة الثالث الدير الأحمر ومعه 40 من الأحبار الأجلاء أعضاء المجمع المقدس وتمت سيامة ثلاث رهبان باكورة الدير.
في 20 أبريل 2013، زار قداسة البابا المعظم الأنبا تواضروس الثانى الدير الأحمر، وصلى تسبحة نصف الليل، وبارك الكنيسة الأثرية، وزار قداسته منطقة القلالى.

## الكنيسة الأثرية

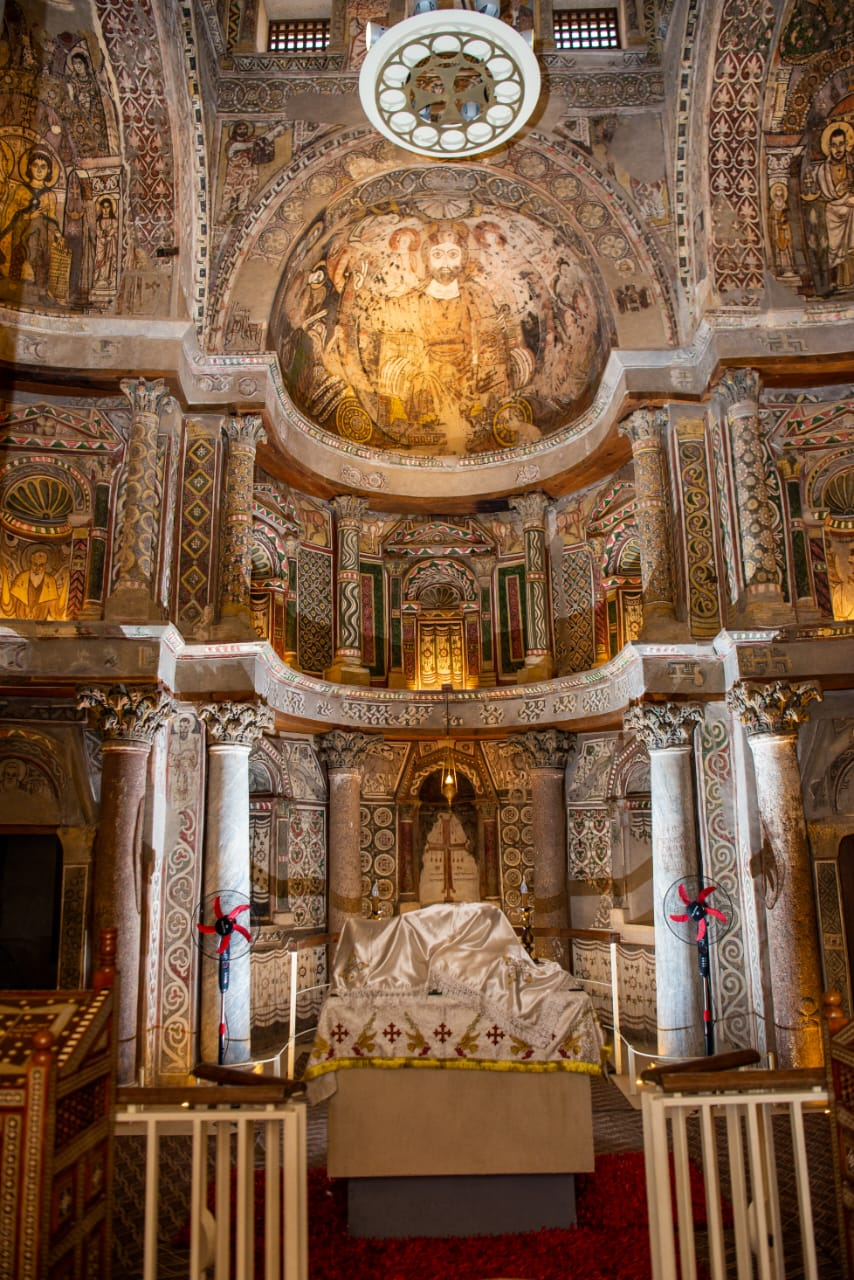
الحنية الشرقية

كنيسة الدير الأحمر الأثرية وهى على اسم القديسين بيجول وبشاى.  

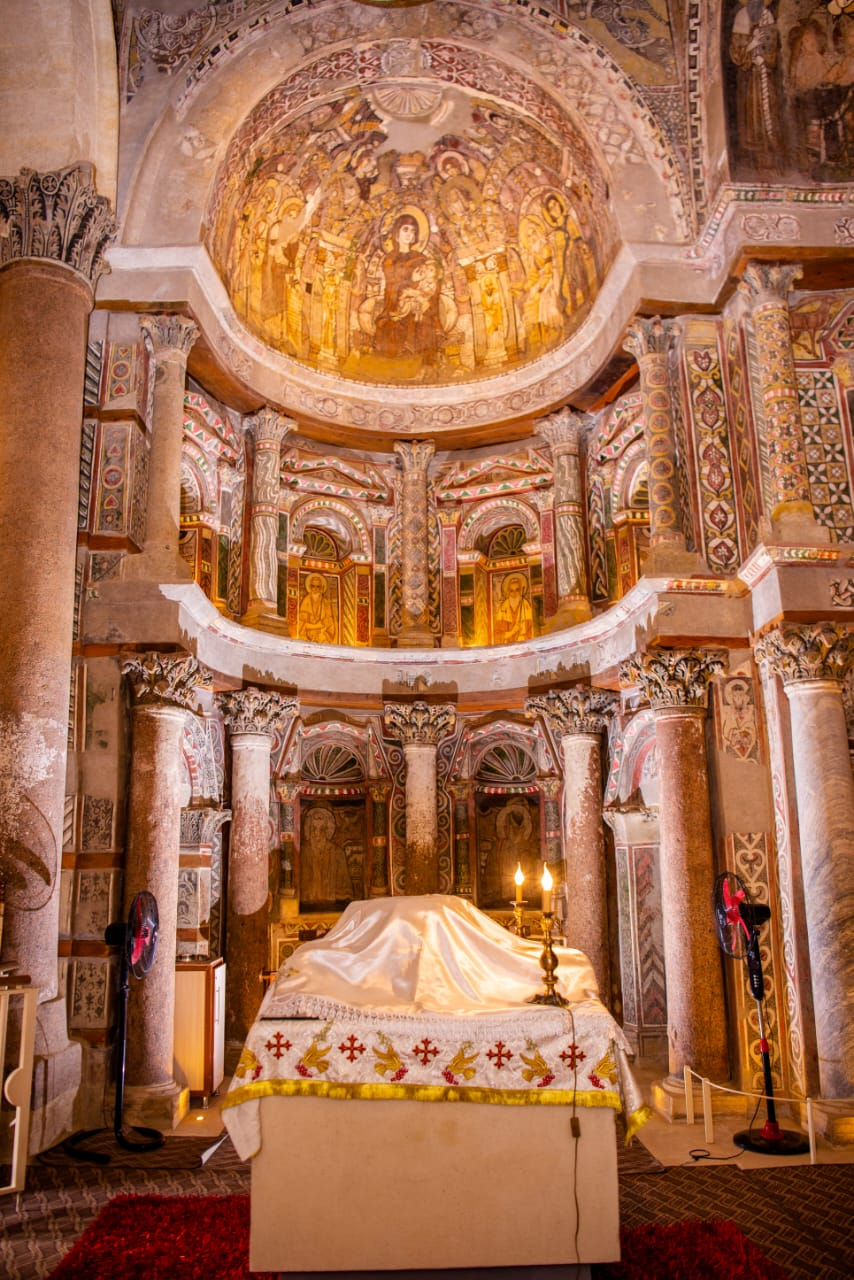
الحنية الشمالية

تعتبر كنيسة الدير الأحمر من أهم الكنائس في مصر والعالم وهى على الطراز البازيليكى، ويرجع تاريخها الى القرن الخامس الميلادى وتم بناء الكنيسة من الطوب الأحمر لذلك أُطلق عليه الدير الأحمر وهناك العديد من عناصر حجريه مثال البوابتين الشمالية والجنوبية.
كنيسة الدير الأحمر من أهم المناطق الأثريه، والتي تُعد متحف مفتوح والأيقونات والرسومات تعود للقرن الخامس والسادس والسابع وتغطى تقريبًا جميع الجدران والأسطح تُظهر عظمة الفن القبطى في ذلك الوقت وتتنوع الموضوعات التى يصعب حصرها ما بين موضوعات من العهد القديم والعهد الجديد وأيقونات تمثل قصص كتابية وعقائدية ولاهوتية، وأشكال هندسيه وزخارف نباتيه وأشكال طيور وحيوانات، ومن الأيقونات التى يتميز بها الدير في العالم كله فريسكو (fresco) أيقونة العذراء المرضعة The ”Milk- Giver”  Virgin، ويعود تاريخ هذه الجدارية إلي المرحلة الثالثة من مراحل تصوير جداريات الكنيسة الأثرية بالدير (غضون القرن السادس الميلادي، بعد عام 525م ). وصليب في شرقية الهيكل وهو الشكل الوحيد في العالم يزينه مجوهرات تتدلي منه وملاكين على الجانبين والعذراء مريم أعلى الصليب تُمثل السماء الثانية وكتابات قبطية تزينه، وأيقونة صعود السيد المسيح وهى أقدم أيقونة للصعود في العالم موجوده على حنيه، وكذلك بصحن الكنيسة جدول الكرمة المختصر وهو المثال الوحيد الموجود على جداريات في العالم وعن طريقه يتم تحديد موعد عيد القيامة، وتيجان الأعمدة الكورنثية التي صُنعت خصيصا للكنيسة، ويوجد مبني الحصن بالدير الذي كان يحتمي فيه الرهبان عند التعرض لأي خطر.
وكنيسة الدير الأحمر هي الكنيسة الأولى بمصر وحوض البحر المتوسط من حيث كم الأيقونات  تغطى 80% من الهيكل  والزخارف التي تشبه كنيسة آجيا صوفيا في إسطنبول وكنيسة القديس فيتالي في مدينة رافينا في إيطاليا. ولأهمية الكنيسة والفرادة التى تتمتع بها الكنيسة اهتم مركز البحوث الأمريكى بالتعاون مع الوكاله الأمريكية للتنيمة والمجلس الأعلى للأثار بترميم الكنيسة وعملوا في ترميمها وتنظيف الأيقونات من طبقة السناج الداكنه بواسطة فريق مرممين ايطاليين من عام 2002م إلى 2019م، وعادت الأيقونات بألوانها ورونقها بعد أعمال الترميم الدقيقة. وتم اختيار الدير في الترتيب الثاني بعد مدينة القدس من ضمن أهم 10 أماكن حسب ترتيب منظمة العالم الإسلامي للتربية والعلوم والثقافة (الإيسيسكو). ويزور الدير كثير من الزائرين من جميع انحاء العالم ومنهم سفراء العالم مثل السفير الأمريكي والإيطالي بمصر.

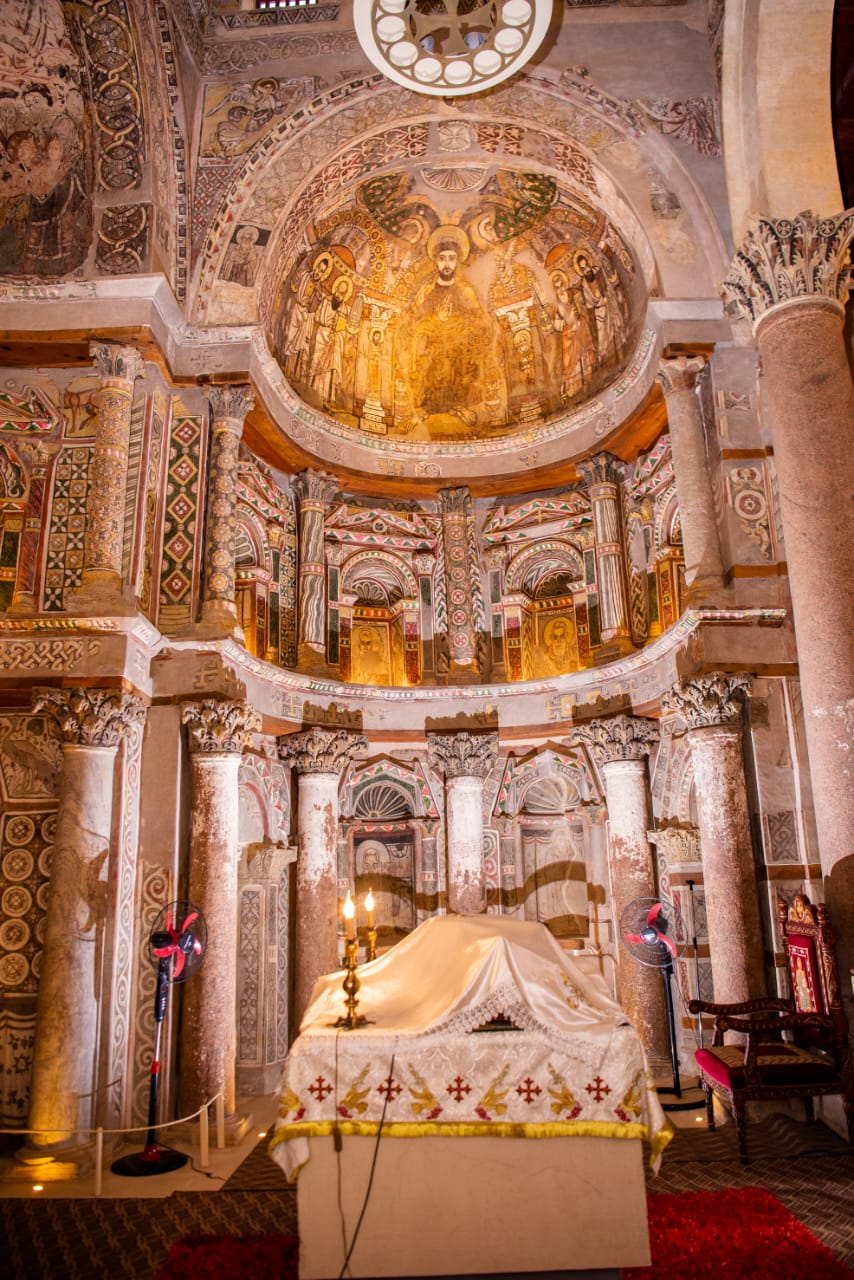
الحنية الجنوبية